# Reino de Arã-Damasco
Arã-Damasco foi um estado arameu próximo a Damasco na Síria, que existiu entre fins do século X a.C. até 734 a.C.  Fontes que atestam a existência deste estado vêm de textos que podem ser divididos em três categorias: anais assírios, textos aramaicos e, a Bíblia Hebraica.
A maior parte das fontes textuais vêm da Assíria, há, contudo, várias cópias dos mesmos textos. Muitos dos textos são anais dos reis assírios Salmanaser III, Adadenirari III e Tiglate-Pileser III. Os textos mencionam Arã-Damasco a partir da perspectiva dos assírios, mas são informativos em diferentes aspectos da força do estado e enumeram inúmeros nomes de seus administradores.[carece de fontes?]
Inscrições reais aramaicas são raras, e somente uma estela real aramaico foi identificada — a estela de Tel Dã ("House of David", do século IX a.C. da região de Dã). Outras fontes em aramaico sobre a história de Arã-Damasco incluem duas "inscrições" de pilhagem na africana Eritreia e, na ilha grega de Samos a estela de Zacur (antigo reino de Hamate).[carece de fontes?]
A Bíblia hebraica apresenta descrições mais detalhadas da história de Arã-Damasco, principalmente de sua interação com Israel, embora estas descrições datem de um período muito posterior. 
As fontes para a história primitiva de Arã-Damasco são quase inexistentes. Num anal datado do período de Tiglate-Pileser I (1 114−1 076 a.C.), aprende-se que o povo arameu começou a colonizar a metade sul da Síria.[carece de fontes?] Também há textos da Bíblia que mencionam as batalhas de Davi contra os arameus no sul da Síria no século X a.C.
O primeiro dado confiável pode ser encontrado no século IX a.C. quando textos aramaicos, assírios e hebreus mencionam um estado cuja capital ficava em Damasco. O estado parece ter alcançado seu pico no fim do século IX a.C. sob Hazael, que, de acordo com textos assírios, lutou contra os assírios e, de acordo com textos aramaicos, tinham alguma influência sobre o estado de Unqui, no norte da Síria e, de acordo com textos hebreus, conquistou Israel completamente.
Evidências arqueológicas de Arã-Damasco são quase inexistentes. Escavações em Damasco são difíceis de fazer, por conta da contínua expansão da cidade. Outras cidades de Arã-Damasco não foram identificadas de fontes textuais e sítios de escavações da Idade do Ferro próximos a Damasco são quase inexistentes. A cultura material de lugares mais ao sul (p.ex. Tel-Astara, Tel er-Rumeite, et-Tel, Tel-Dã, Tel el-Oreme, para citar alguns) não mostram muitas características que a distinguem da cultura material do norte de Israel.[carece de fontes?]

## Reis
- Rezom
- Tabrimom
- Benadade I
- Benadade II
- Hazael
- Benadade III
- Rezim